# Creagrutus meridionalis
Creagrutus meridionalis es una especie de pez de la familia Characidae en el orden de los Characiformes.

## Morfología
Los machos pueden llegar alcanzar los 6,2 cm de longitud total.

## Hábitat
Vive en zonas de clima tropical.

## Distribución geográfica
Se encuentran en Sudamérica:  cuenca del río Paraguay al Mato Grosso (Brasil) y afluentes orientales del río Paraguay en Paraguay.